# ادینبرو گزت
ادینبرو گزت (به انگلیسی: The Edinburgh Gazette) یک روزنامه رکورددار (روزنامه دولت) دولت بریتانیا به همراه لندن گزت و بلفاست گزت است. این روزنامه توسط شرکت دفتر لوازم‌التحریر(TSO) به نمایندگی از شرکت دفتر اطلاعات بخش عمومی (HMSO) در بلفاست، ایرلند شمالی منتشر می‌شود.

## تاریخچه
انتشار ادینبرو گزت در ۲ مارس ۱۶۹۹ تقریباً ۳۴سال پس از اولین نسخه لندن گزت در نوامبر ۱۶۵۵ توسط جیمز واتسون، ایجاد شد. واتسون ۴۱ شماره منتشر کرد که آخرین آن در ۱۷ ژوئیه ۱۶۹۹ بود. پس از آن واتسون روزنامه را رها کرد و کاپیتان دونالدسون، سردبیر آن شد. سپس این نشریه به جان رید منتقل شد.